# Ursel Finger
Ursula Elisabeth „Ursel” Finger, po mężu Morrison (ur. 5 lipca 1929 w Saarbrücken, zm. 22 lutego 2015 w San Diego) – niemiecka lekkoatletka specjalizująca się w biegach sprinterskich i skoku w dal, reprezentantka Protektoratu Saary, uczestniczka igrzysk olimpijskich.
Finger reprezentowała Protektorat Saary na Letnich Igrzyskach Olimpijskich 1952 w Helsinkach. Była wówczas zawodniczką klubu ATSV Saarbrücken. W konkursie skoku w dal zabrakło jej 3 cm do awansu do finału zawodów. W końcowym zestawieniu tej konkurencji została sklasyfikowana na 25. miejscu. W biegu eliminacyjnym sztafety 4 × 100 m wraz z Inge Glashörster, Hilde Antes i Inge Eckel zajęła ostatnie, 5. miejsce. Reprezentantki Saary ustanowiły wówczas rekord kraju na tym dystansie wynoszący 49 s. Wystąpiła także podczas mistrzostw Europy 1954, gdzie również odpadła w eliminacjach w skoku w dal i biegu 4 × 100 m.
Wyemigrowała do Stanów Zjednoczonych, gdzie zmarła w 2015.
Rekordy osobiste
- Skok w dal: 5,66 m (1954)
- Bieg na 100 m: 12,4 s (1956)